# Perdana Putra
Perdana Putra es un edificio situado en Putrajaya, Malasia que alberga las oficinas del primer ministro de Malasia. Situado en la colina principal de Putrajaya, se ha convertido en sinónimo del poder ejecutivo del gobierno federal de Malasia.

## Historia

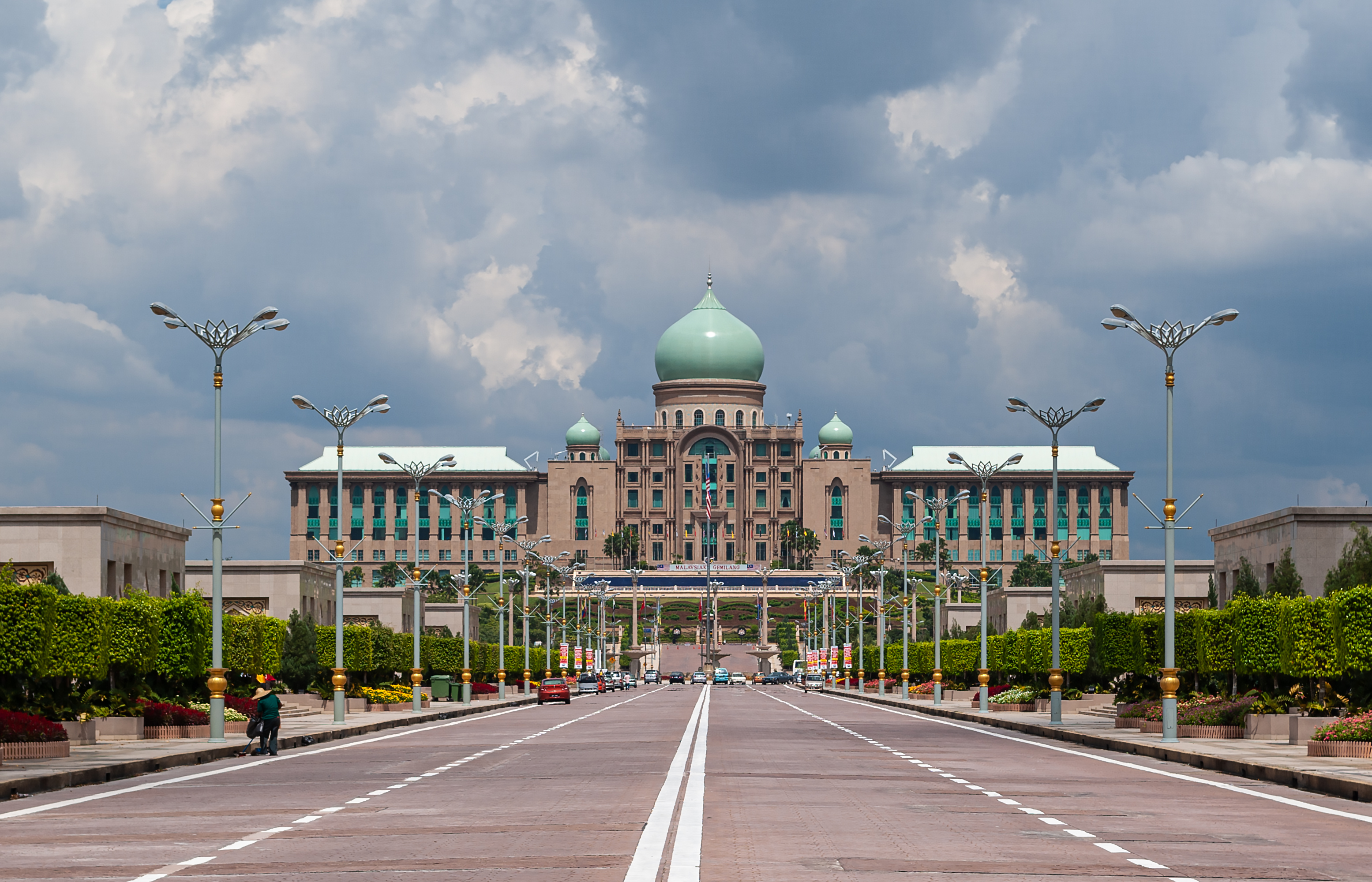
Vista frontal de Perdana Putra.

La construcción empezó en 1997 y se completó a principios de 1999. El edificio se inauguró en abril de 1999, momento en el que todas las secciones del departamento del primer ministro se trasladaron de Kuala Lumpur a Putrajaya.

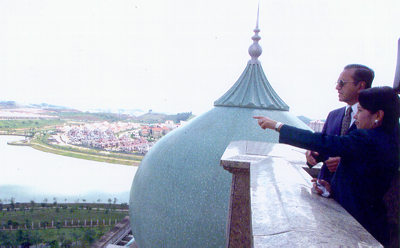
Primer ministro de Malasia Mahathir Mohamad en Perdana Putra (7 de agosto de 2001)

## Arquitectura

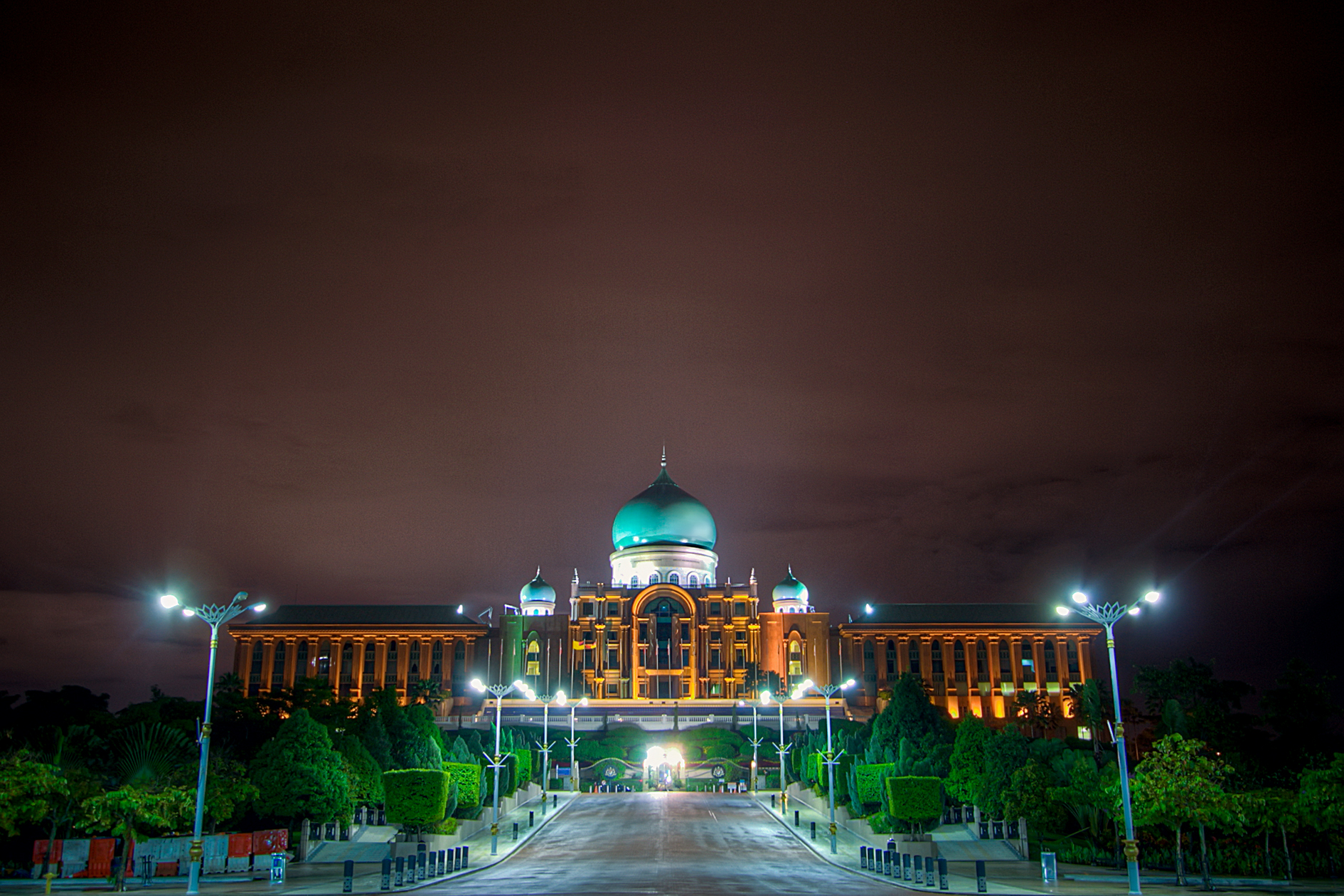
Imagen nocturna de Perdana Putra.

El diseño del edificio está influido por los estilos malayos, islámico y estilos europeos como el palladianismo y el neoclasicismo. Fue diseñado por un aQidea Architect (Ahmad Rozi Abd Wahab fue el arquitecto principal), según las ideas del primer ministro Mahathir Mohamad.

## Interior
Las habitaciones y salones principales de Perdana Putra son:
- Oficina del primer ministro
- Oficina del vice primer ministro
- Pequeña sala de reuniones
- Gran sala de reuniones
- Mirador
- Sala de las delegaciones
- Sala vip
- Sala de banquetes vip
- Oficina de la División Nacional de Seguridad
- Oficina del Consejo Económico Nacional